# Ajuga borbasiana
Ajuga borbasiana là một loài thực vật có hoa trong họ Hoa môi. Loài này được (Rouy) Prain mô tả khoa học đầu tiên năm 1913.